# Rotilj
Rotilj je naseljeno mjesto u općini Kiseljak, Federacija Bosne i Hercegovine, BiH.

## Stanovništvo

### 1991.
Nacionalni sastav stanovništva 1991. godine, bio je sljedeći:
ukupno: 472
- Muslimani - 440
- Hrvati - 17
- Jugoslaveni - 1
- ostali, neopredijeljeni i nepoznato - 14

### 2013.
Nacionalni sastav stanovništva 2013. godine, bio je sljedeći:
ukupno: 224
- Bošnjaci - 163
- Hrvati - 61